# 圣米格尔-阿尔坎茹
圣米格尔-阿尔坎茹是巴西圣保罗州的一个市镇。总面积930.012平方公里，总人口34801人，人口密度37.4人/平方公里。